# Nanteuil-la-Fosse
Pour les articles homonymes, voir Nanteuil.
Nanteuil-la-Fosse est une commune française située dans le département de l'Aisne, en région Hauts-de-France.

## Géographie

### Localisation

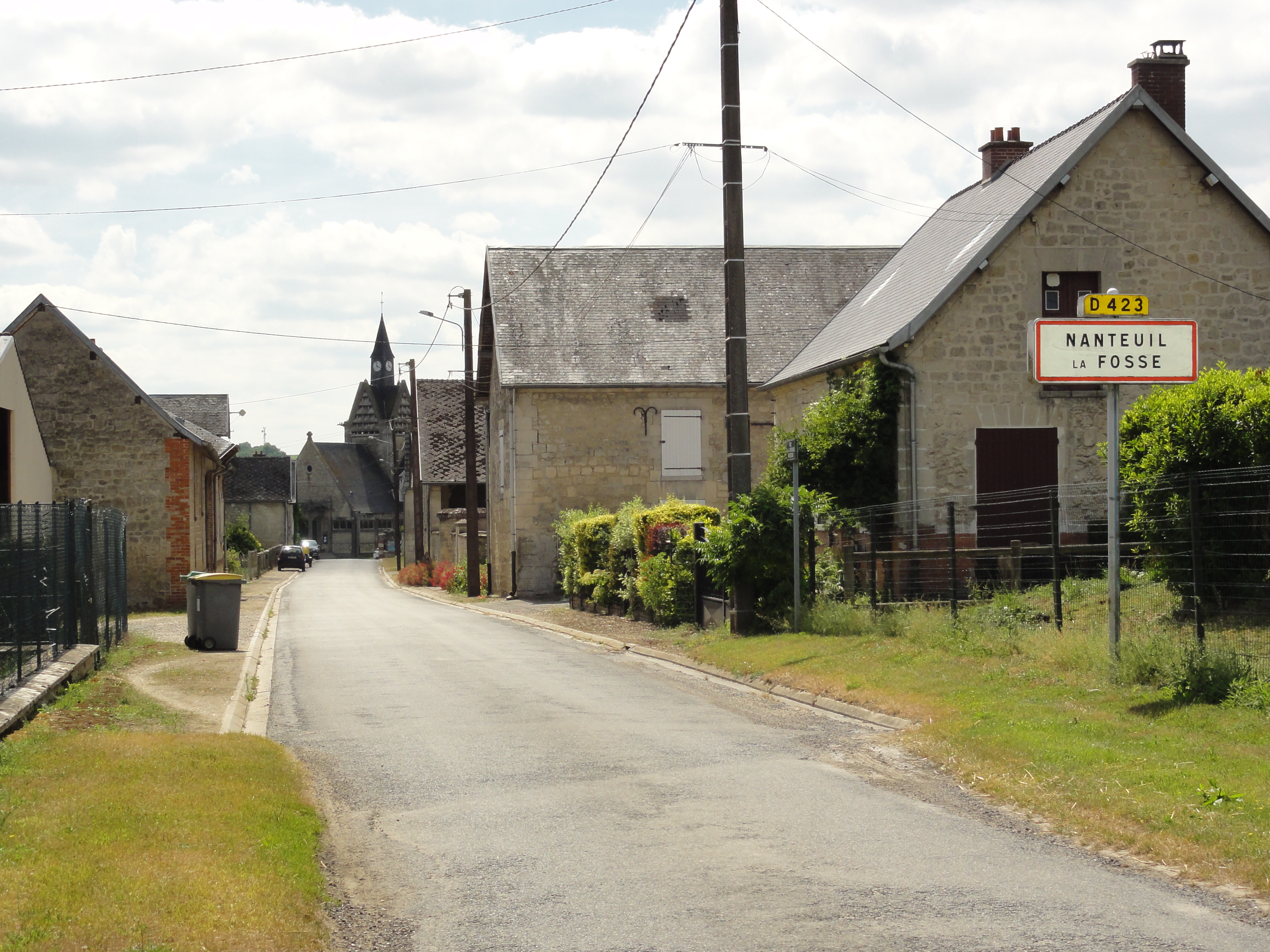
Entrée de Nanteuil-la-Fosse.

Nanteuil-la-Fosse est un village rural du Soissonnais, qui se trouve au centre du large vallon du ru de Chibres qui se prolonge au sud par Chivres-Val vers l'Aisne.
Nanteuil-la-Fosse est situé à 15 km au nord-est de la sous-préfecture Soissons et à 24 km de la préfecture Laon. La route nationale 2 constitue la limite nord du territoire communal.
Le sentier de grande randonnée 12 passe au centre du village.

### Communes limitrophes
Le territoire de la commune est limitrophe de ceux de six communes :
| Laffaux  | Laffaux                       | Laffaux, Allemant   |
| Margival | Nanteuil-la-Fosse             | Sancy-les-Cheminots |
| Vregny   | Chivres-Val, Celles-sur-Aisne | Celles-sur-Aisne    |

### Hydrographie
La commune est située dans le bassin Seine-Normandie. Elle est drainée par le cours d'eau 01 du Marais Maudit, le cours d'eau 01 des Triplots et le fossé de la Grande Rosière,,.

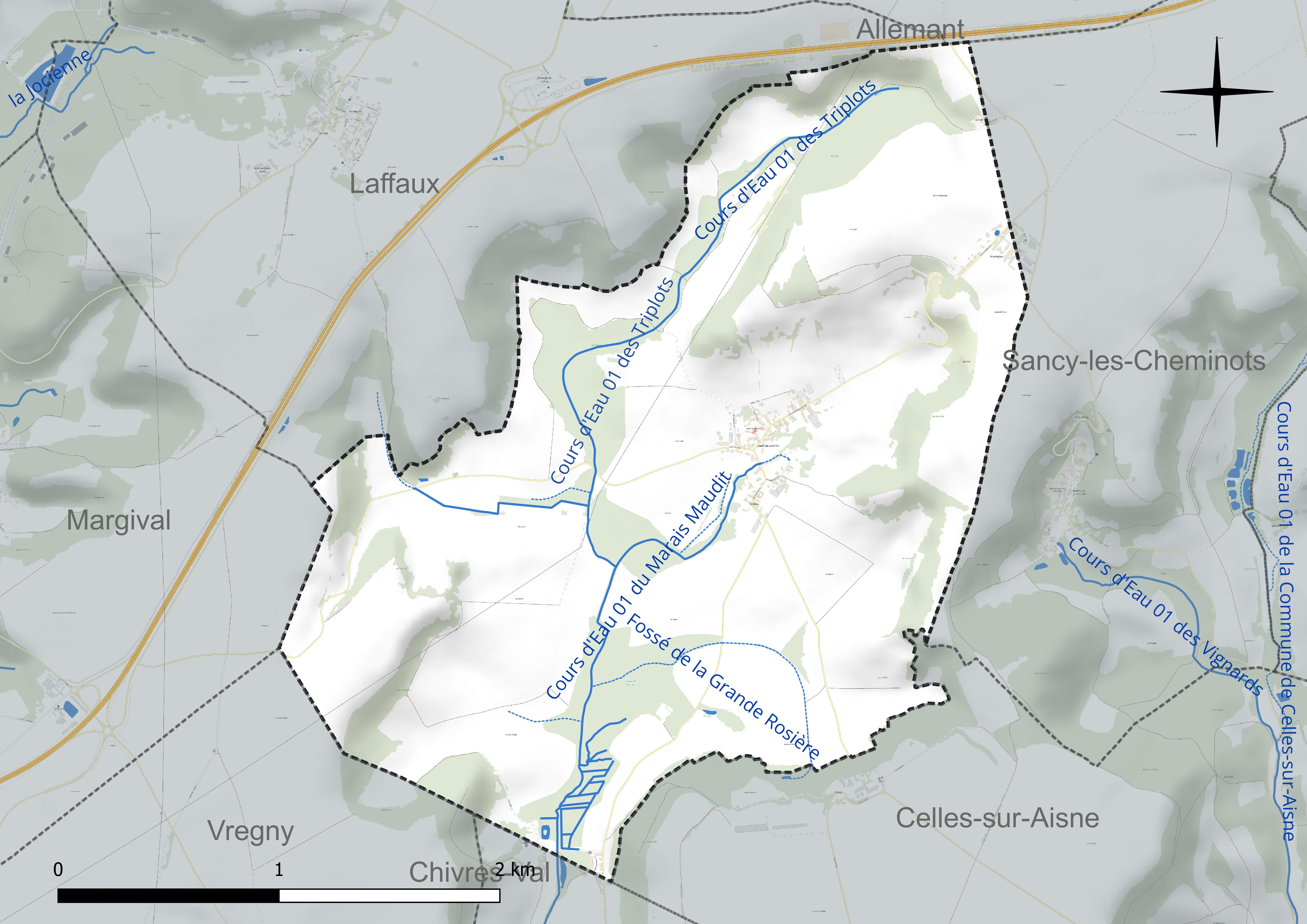
Réseau hydrographique de Nanteuil-la-Fosse.

### Climat
Pour des articles plus généraux, voir Climat des Hauts-de-France et Climat de l'Aisne.
En 2010, le climat de la commune est de type climat océanique dégradé des plaines du Centre et du Nord, selon une étude du CNRS s'appuyant sur une série de données couvrant la période 1971-2000. En 2020, Météo-France publie une typologie des climats de la France métropolitaine dans laquelle la commune est exposée à un climat océanique altéré et est dans la région climatique Nord-est du bassin Parisien, caractérisée par un ensoleillement médiocre, une pluviométrie moyenne régulièrement répartie au cours de l'année et un hiver froid (3 °C).
Pour la période 1971-2000, la température annuelle moyenne est de 10,3 °C, avec une amplitude thermique annuelle de 15,1 °C. Le cumul annuel moyen de précipitations est de 703 mm, avec 12,3 jours de précipitations en janvier et 8,9 jours en juillet. Pour la période 1991-2020, la température moyenne annuelle observée sur la station météorologique la plus proche, située sur la commune de Braine à 12 km à vol d'oiseau, est de 11,3 °C et le cumul annuel moyen de précipitations est de 662,7 mm,. Pour l'avenir, les paramètres climatiques de la commune estimés pour 2050 selon différents scénarios d'émission de gaz à effet de serre sont consultables sur un site dédié publié par Météo-France en novembre 2022.

## Urbanisme

### Typologie
Au 1er janvier 2024, Nanteuil-la-Fosse est catégorisée commune rurale à habitat dispersé, selon la nouvelle grille communale de densité à 7 niveaux définie par l'Insee en 2022.
Elle est située hors unité urbaine. Par ailleurs la commune fait partie de l'aire d'attraction de Soissons, dont elle est une commune de la couronne,. Cette aire, qui regroupe 92 communes, est catégorisée dans les aires de 50 000 à moins de 200 000 habitants,.

### Occupation des sols
L'occupation des sols de la commune, telle qu'elle ressort de la base de données européenne d'occupation biophysique des sols Corine Land Cover (CLC), est marquée par l'importance des territoires agricoles (70 % en 2018), en diminution par rapport à 1990 (73,4 %). La répartition détaillée en 2018 est la suivante :
terres arables (70 %), forêts (26,6 %), zones urbanisées (3,4 %).
L'évolution de l'occupation des sols de la commune et de ses infrastructures peut être observée sur les différentes représentations cartographiques du territoire : la carte de Cassini (XVIIIe siècle), la carte d'état-major (1820-1866) et les cartes ou photos aériennes de l'IGN pour la période actuelle (1950 à aujourd'hui).

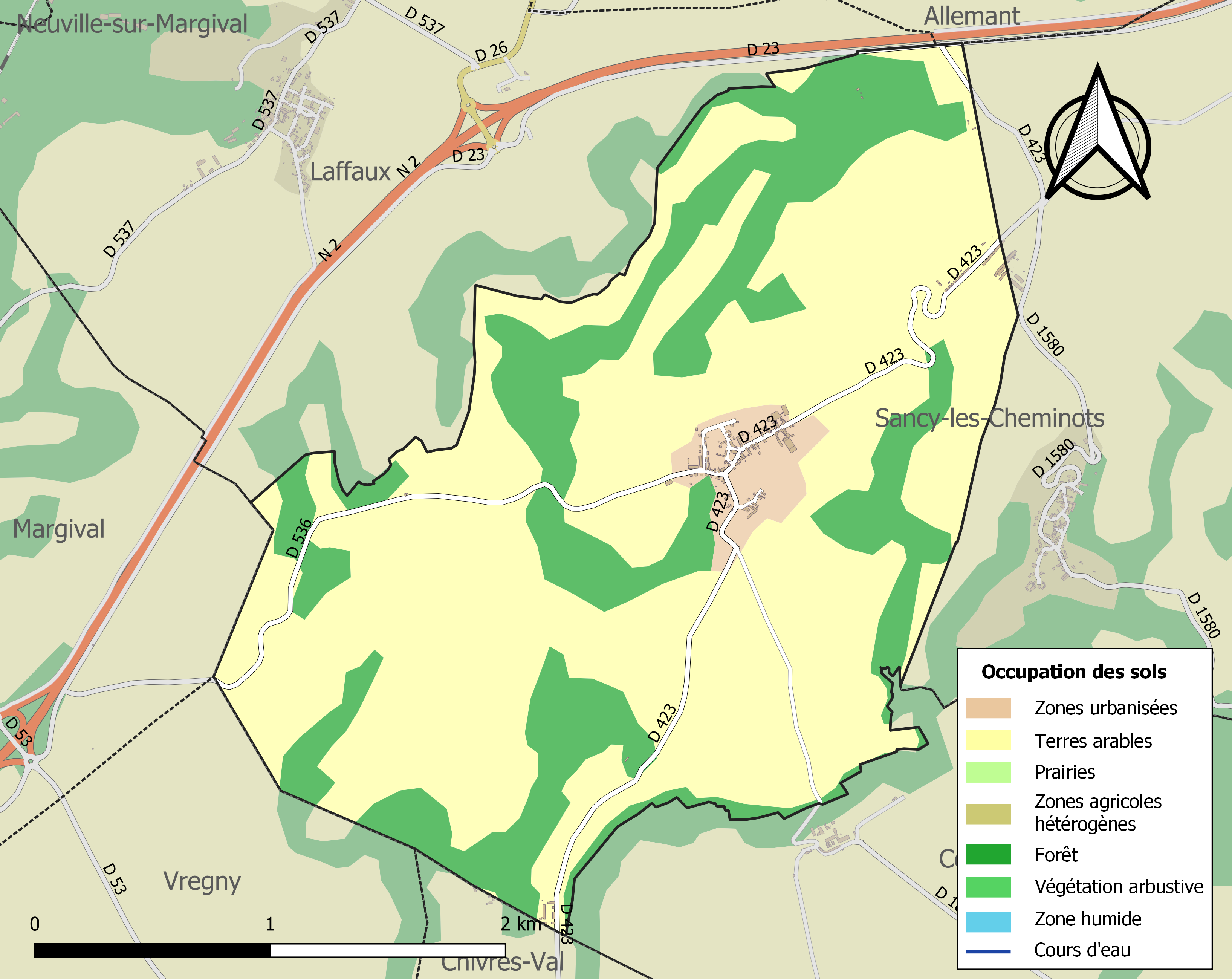
Carte de l'occupation des sols de la commune en 2018 (CLC).

## Toponymie
Le nom de la localité est attesté sous les formes Nanthoelus (858) ; Altare de villa Nantoilo (1057) ; Nantolium-in-Fovea (1239) ; Nantholium-in-Fovea (1250) ; Nantuel (1310) ; Nantuiel-à-la-Fosse (1336) ; Nantheul-à-la-Fosse, Nantheuil-à-la-Fosse (1384) ; Nantheuil-en-la-Fosse (1412) ; Nanthueil-en-la-Fosse (1416) ; Nanthueil-à-la-Fosse (1441) ; Nantuel-en-la-Fosse (1447) ; Nanthoeul-en-la-Fosse (1484) ; Nanteuil-à-la-Fousse (1492) ; Nampteul-en-la-Fosse (1501) ; Nampteul-à-la-Fosse (1508) ; Nanteul-à-la-Fosse (1532) ; Nampteuil-la-Fosse (1608) ; Nanteul-la-Fosse (1620) ; Nampteille-la-Fosse (1676) ; Nanteuille-la-Fosse (1684).

On peut noter l'orthographe avec un -th jusqu'en 1441 (Nanthueil-à-la-Fosse) et l'apparition d'un -mp– non étymologique en 1501 (Nampteul), 1608 (Nampteuil) et 1676 (Nampteille).

Nanteuil : du gaulois nanto « vallée »  et *ialo- « lieu défriché, clairière »,.
Le déterminant hésitera entre -à-la-Fosse (entre 1336 et 1532) et -en-la-Fosse (entre 1412 et 1484) avant de perdre la préposition à après 1608.

## Histoire
- 858 : Le village de Nantoilus est donné par le roi Charles II le Chauve à l'abbaye Notre-Dame de Soissons en même temps que d'autres villages
- Vers 1310, l'abbaye Notre-Dame de Soissons faisait reconstruire le grand moulin, la porte de ville et des granges.

Circonscriptions d'Ancien Régime
La paroisse dépendait de l'intendance, du bailliage, de l'élection et du diocèse de Soissons.
Première Guerre mondiale
Le village a notamment été concerné par la bataille du Chemin des Dames. Il fut aux avant-postes pendant toute la Première Guerre mondiale, notamment lors de l'offensive Nivelle de 1917 et de la bataille de la Malmaison.
- 1914 : Nanteuil est envahie par 10 000 soldats des armées allemandes et se trouve sur la ligne de front.
- 1915 : le 21 janvier, la centaine d'habitants restés malgré la guerre sont rassemblés sur la place du village et évacués par l'occupant par mesure de sécurité vers Rastadt en Allemagne. Certains seront expulsés vers la Suisse puis regagneront le Sud de la France.
- 1917 : le 23 octobre, le 140e régiment d'infanterie de ligne est en réserve à la carrière Saint-Blaise. Des pièces de 400 mm assurent la préparation d'artillerie depuis les hauteurs de Vregny.
À 5 h 15, il attaque sur la ferme Mennejean pour la reprise du plateau et du fort de la Malmaison. Il fait face à la 13e division d'infanterie allemande, dont le 55e régiment d'infanterie, dit de l'Impératrice Augusta.
Le poste de commandement du colonel est aménagé à Mennejean.
- 1918 : le village est totalement détruit. Nanteuil comptait, avant guerre, trois hameaux avec Mennejean, Chimy/la Quincy et Vauveny. Ce dernier, situé en contrebas du Moulin de Laffaux, est alors déserté et abandonné.

Le village est considéré comme détruit à la fin de la guerre et a  été décoré de la Croix de guerre 1914-1918, le 19 avril 1921.

Stéréophotographies du village le 9 novembre 1917 par Raoul Berthelé
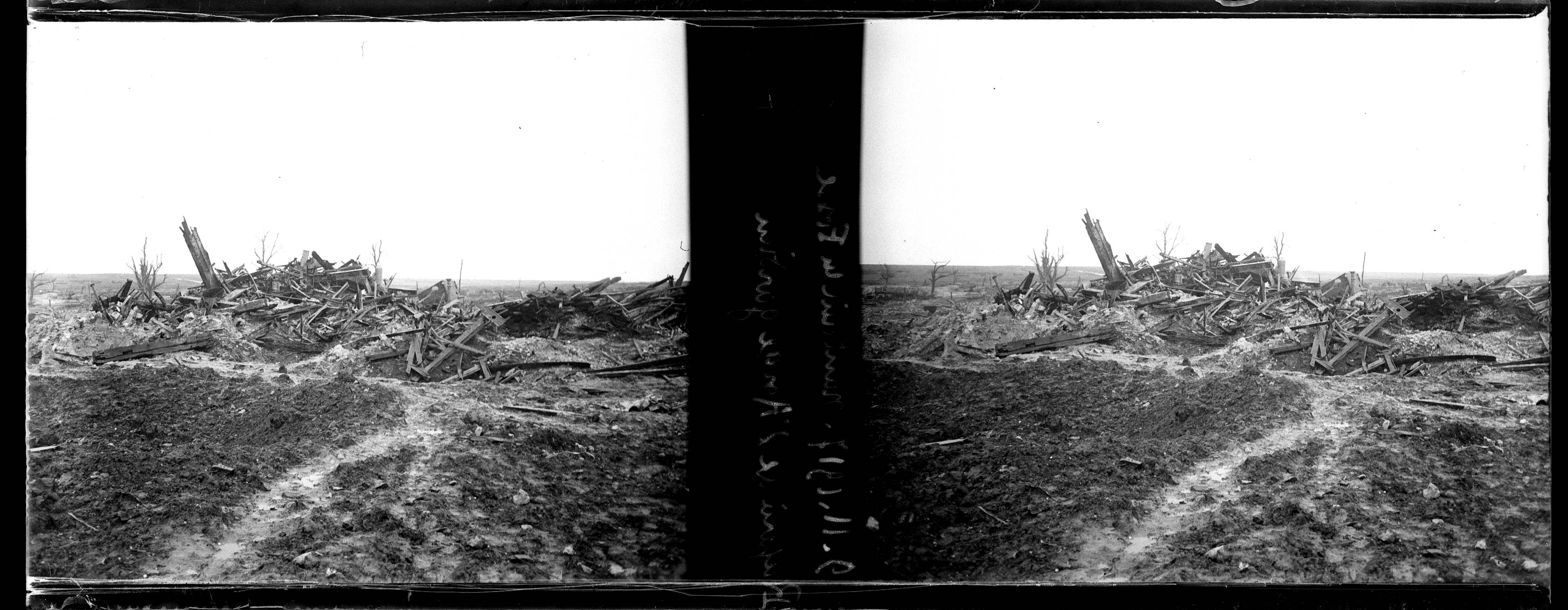
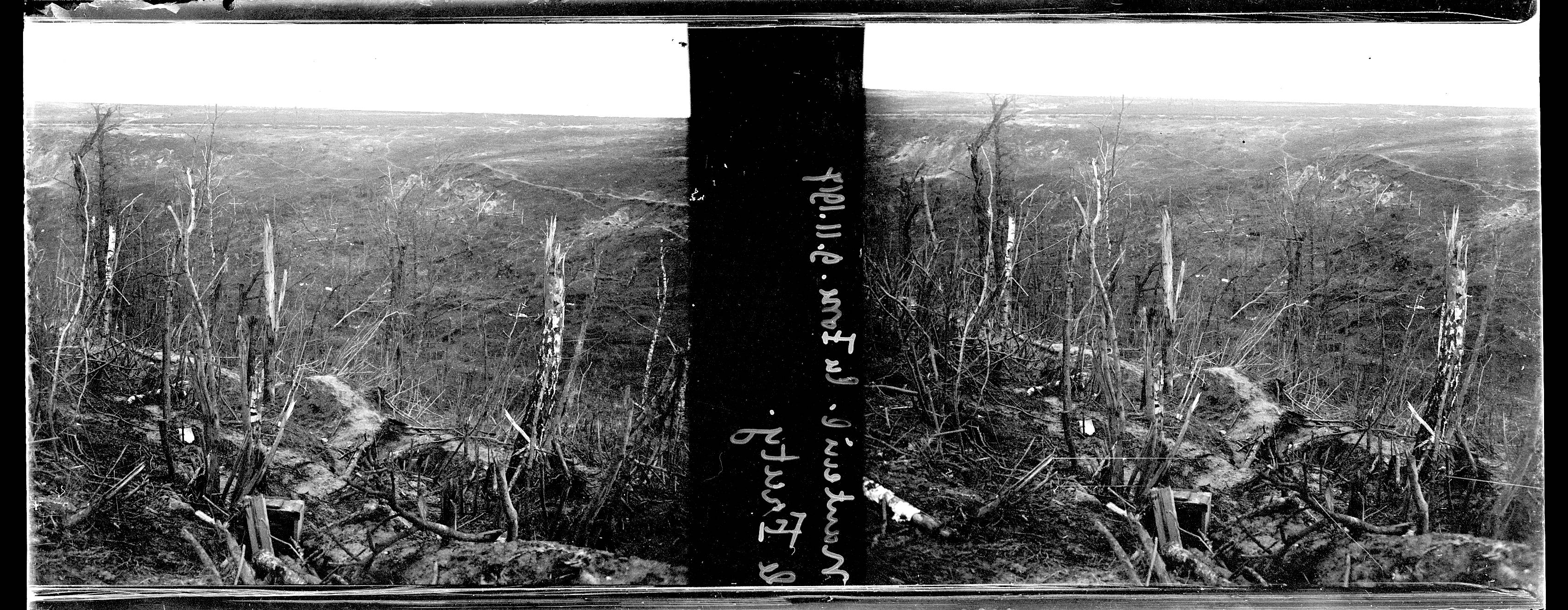
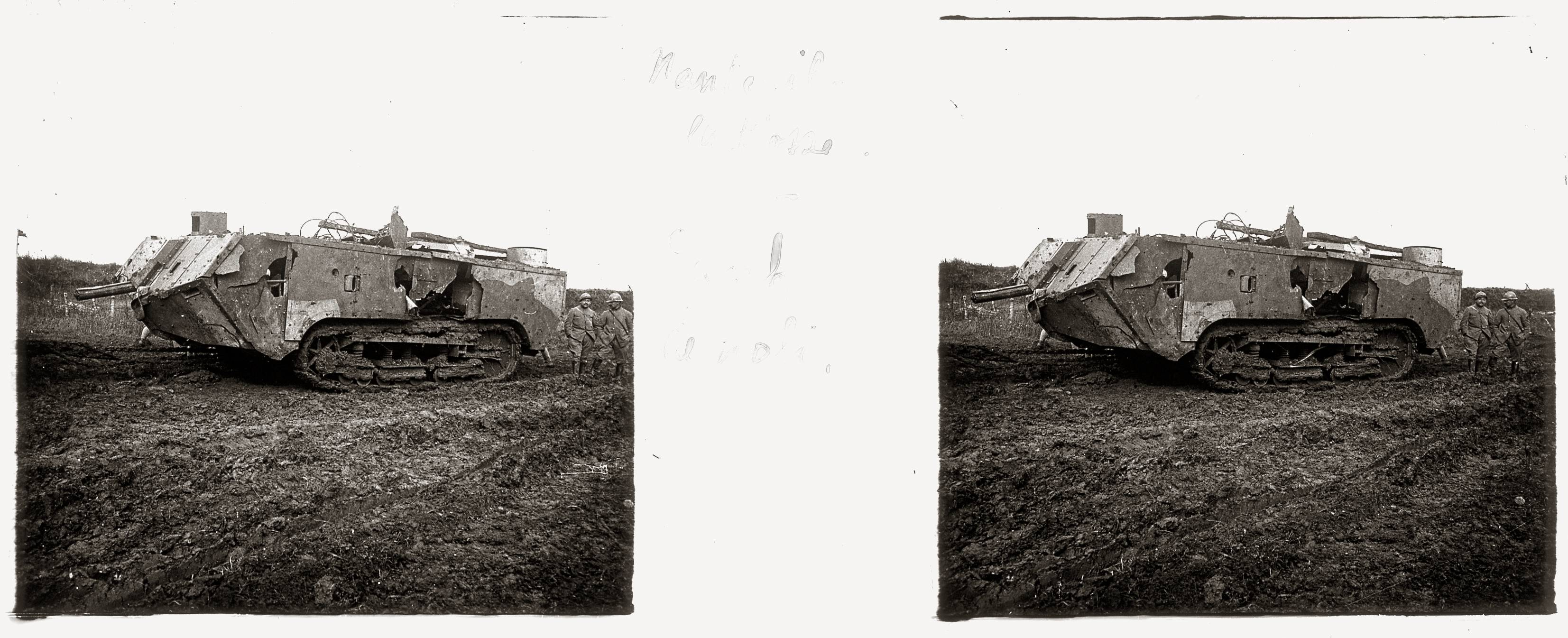

Fin du XXe siècle
- 1981 : Gaz de France installe une plateforme de forage au milieu du village dans le but de stocker du gaz naturel dans le sous-sol[21]. L'installation est abandonnée en 1985.
- 2000 : les habitants célèbrent leur premier centenaire : Francis Aubry, né le 9 juillet 1900.

## Politique et administration

### Rattachements administratifs et électoraux
La commune se trouve dans l'arrondissement de Soissons du département de l'Aisne. Pour l'élection des députés, elle fait partie depuis 1988 de la cinquième circonscription de l'Aisne.
Elle faisait partie depuis 1790 du canton de Vailly-sur-Aisne. Dans le cadre du redécoupage cantonal de 2014 en France, la commune est désormais intégrée au canton de Fère-en-Tardenois.

### Intercommunalité
La commune est membre fondateur de la communauté de communes du Val de l'Aisne, créée fin 1994.

### Liste des maires
| Période                                  | Période                       | Identité            | Étiquette | Qualité                                    |
| ---------------------------------------- | ----------------------------- | ------------------- | --------- | ------------------------------------------ |
| avant 1874                               | après 1876                    | Gandon              |           |                                            |
| Les données manquantes sont à compléter. |                               |                     |           |                                            |
| mars 2001                                | mars 2008                     | François Beauchamps |           |                                            |
| mars 2008                                | avril 2014                    | Jacques Cornu Langy |           |                                            |
| avril 2014                               | En cours (au 13 juillet 2020) | Pascal Charpentier  | DVD       | Agriculteur Réélu pour le mandat 2020-2026 |

## Démographie
L'évolution du nombre d'habitants est connue à travers les recensements de la population effectués dans la commune depuis 1793. Pour les communes de moins de 10 000 habitants, une enquête de recensement portant sur toute la population est réalisée tous les cinq ans, les populations de référence des années intermédiaires étant quant à elles estimées par interpolation ou extrapolation. Pour la commune, le premier recensement exhaustif entrant dans le cadre du nouveau dispositif a été réalisé en 2008.

En 2022, la commune comptait 196 habitants, en évolution de +3,16 % par rapport à 2016 (Aisne : −1,97 %, France hors Mayotte : +2,11 %).
| 1793 | 1800 | 1806 | 1821 | 1831 | 1836 | 1841 | 1846 | 1851 |
| ---- | ---- | ---- | ---- | ---- | ---- | ---- | ---- | ---- |
| 321  | 355  | 341  | 352  | 397  | 350  | 377  | 391  | 377  |

| 1856 | 1861 | 1866 | 1872 | 1876 | 1881 | 1886 | 1891 | 1896 |
| ---- | ---- | ---- | ---- | ---- | ---- | ---- | ---- | ---- |
| 366  | 345  | 343  | 339  | 303  | 312  | 304  | 297  | 298  |

| 1901 | 1906 | 1911 | 1921 | 1926 | 1931 | 1936 | 1946 | 1954 |
| ---- | ---- | ---- | ---- | ---- | ---- | ---- | ---- | ---- |
| 261  | 250  | 248  | 88   | 225  | 220  | 210  | 265  | 208  |

| 1962 | 1968 | 1975 | 1982 | 1990 | 1999 | 2006 | 2008 | 2013 |
| ---- | ---- | ---- | ---- | ---- | ---- | ---- | ---- | ---- |
| 185  | 219  | 159  | 155  | 147  | 134  | 138  | 139  | 176  |

| 2018 | 2022 | - | - | - | - | - | - | - |
| ---- | ---- | - | - | - | - | - | - | - |
| 196  | 196  | - | - | - | - | - | - | - |

## Culture locale et patrimoine

### Lieux et monuments
- L'église Saint-Médard de Nanteuil-la-Fosse datant du XIIe siècle, qui fut détruite en 1914 et reconstruite en un style plus moderne.
- Le monument aux morts, surmonté d'une croix.
- Le monument des fusiliers marins au bord de la D 23.
- Une croix funéraire commémorant le commandant Marcel-Armand Demongeot, mort en 1918, au carrefour de la D 423 direction Sancy-les-Cheminots.
- Le château de La Quincy a été construit en 1626 sur la base d'une ferme.
Au XIXe siècle, Louise Bourru, héritière du domaine et petite-fille du docteur Edme-Claude Bourru, épouse le comte Camille Ordener. Deux tourelles octogonales sont construites entre 1841 et 1850.
Le château est reconstruit à partir de 1920 par Antoine de Fontbrune. Une tour octogonale partiellement démolie fut conservée. Sur un balcon au 1er étage, furent placées les lettres O, qui avaient eu place sous la famille Ordener.
C'est aujourd'hui un gite rural apprécié notamment des Anglo-Saxons.
- Passage du sentier de grande randonnée GR 12 au centre du village.
- Carrière Saint-Blaise.

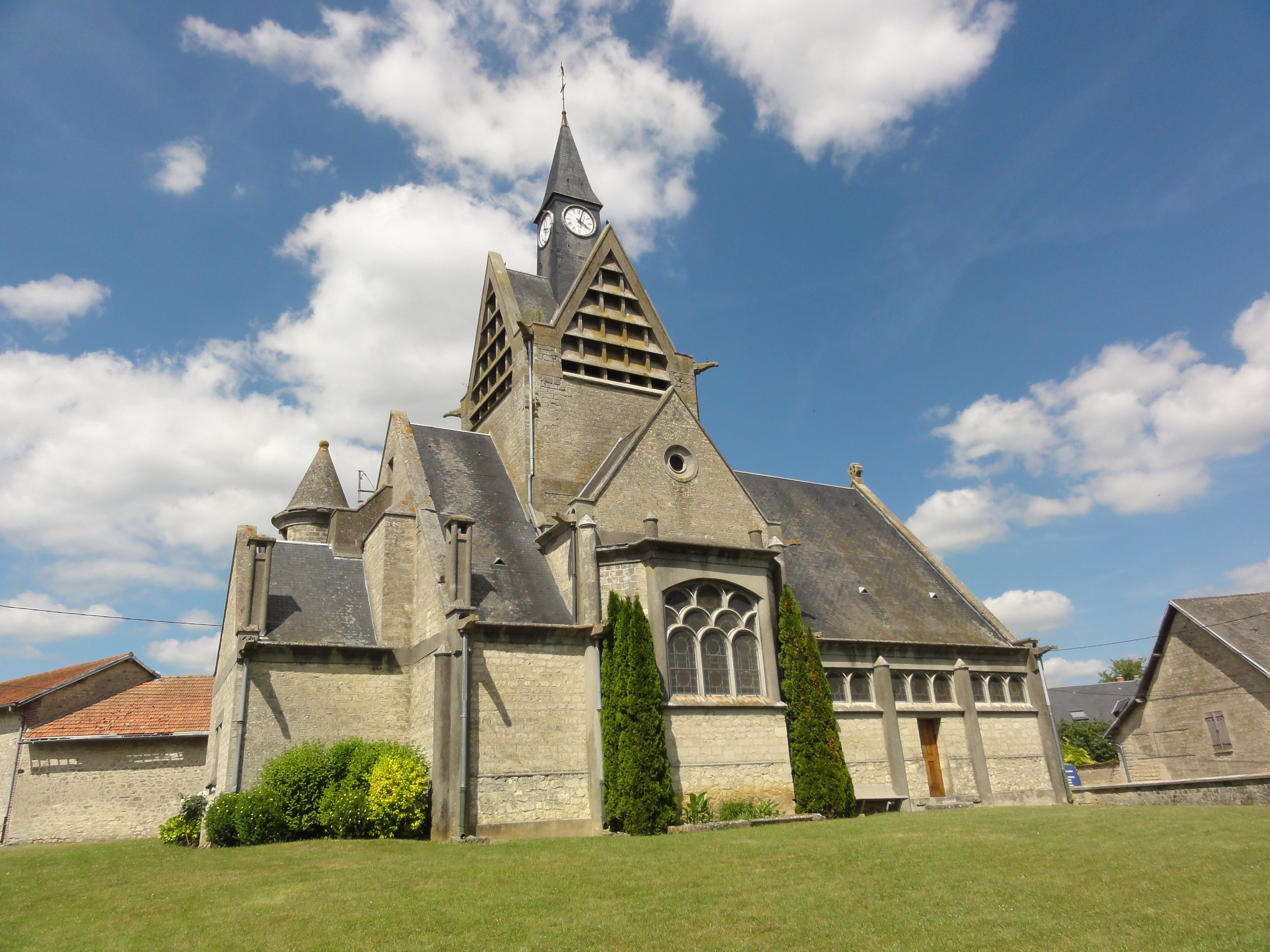
L'église Saint-Médard.
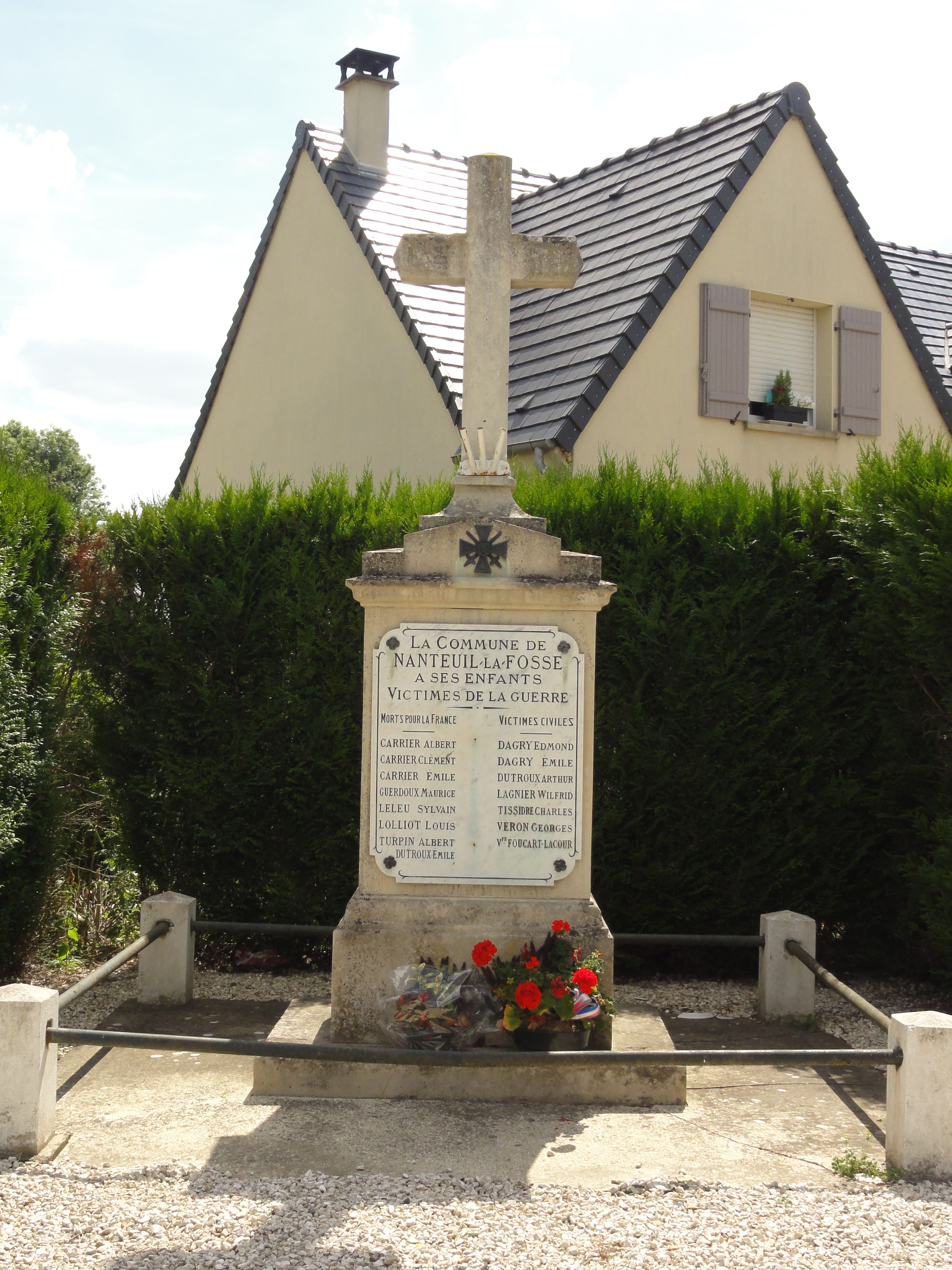
Le monument aux morts.
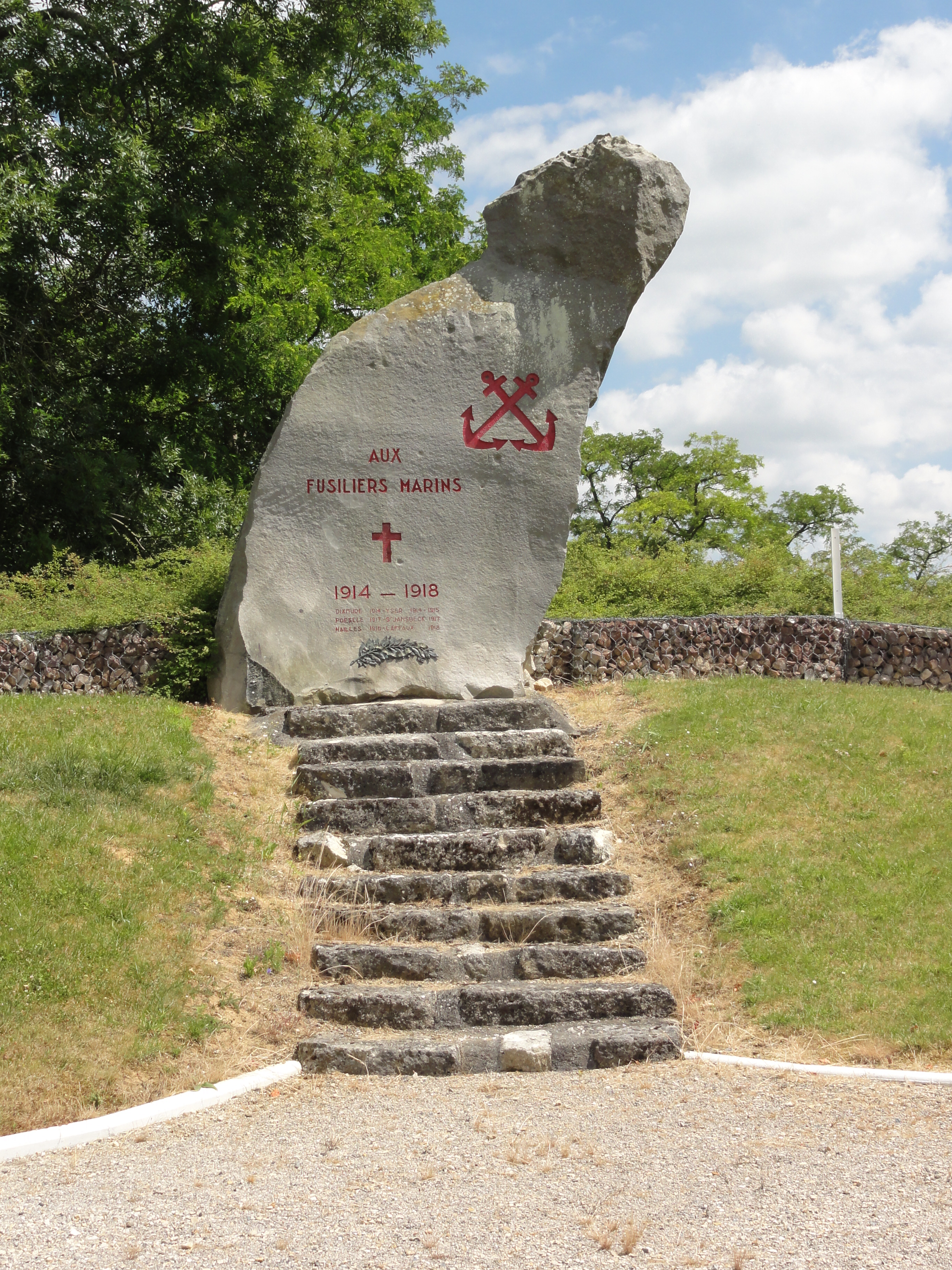
Le monument des fusiliers marins.
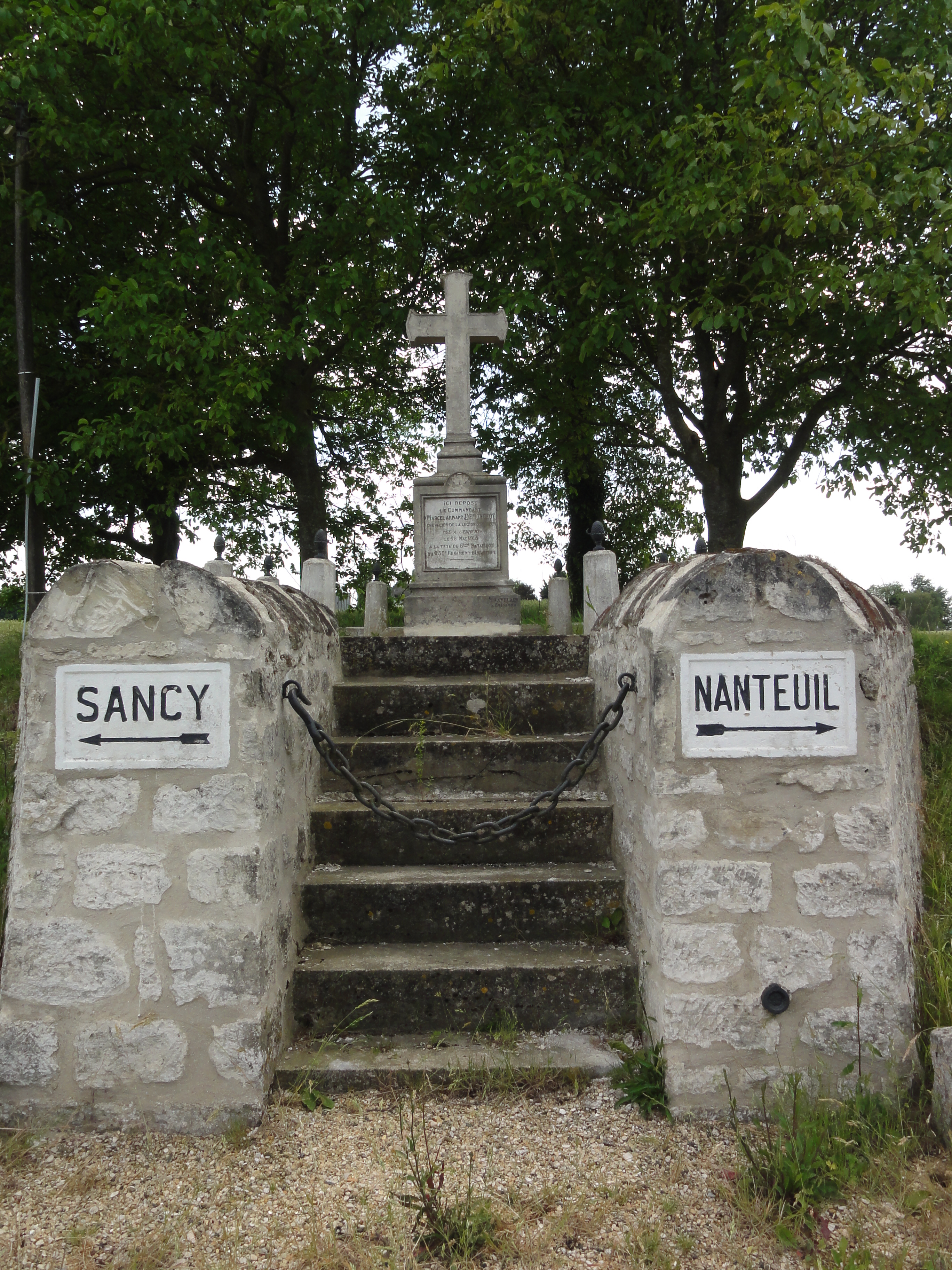
La croix funéraire du commandant Demongeot.

### Personnalités liées à la commune
- L'écrivain Jean Giono, soldat du 140e régiment d'infanterie de ligne, fut affecté au secteur de Nanteuil-la-Fosse entre septembre et octobre 1917, où il participe à la reprise de la ferme de Mennejean et du fort de la Malmaison[30].
- Fabien Galateau (1913-1995), natif de la commune, coureur cycliste ayant remporté deux étapes du Tour de France.